# Amphicnemis cantuga
Amphicnemis cantuga är en trollsländeart som först beskrevs av James George Needham och Gyger 1939.  Amphicnemis cantuga ingår i släktet Amphicnemis och familjen dammflicksländor. Inga underarter finns listade i Catalogue of Life.